# Phetkasem
Phetkasem (Route 4), Thai: ถนนเพชรเกษม, Thanon Phet Kasem of Thailand Route 4, is een van de vier belangrijke verkeersaders in Thailand. De weg is met 1.272 kilometer lengte, de langste snelweg van het land. De weg begint bij de Naowa Chamnian brug in Bangkok. De weg is genoemd naar Luang Phet Kasemwithisawasdi, de zevende directeur van het weg departement.
De weg vormt samen met drie andere wegen de 4 belangrijkste verbindingsroutes in Thailand. De andere wegen zijn Thanon Phahonyothin (Route 1), Thanon Mittraphap (Route 2) en Thanon Sukhumvit (Route 3).
De weg loopt door de volgende provincies: Samut Sakhon, Nakhon Pathom, Ratchaburi, Phetchaburi, Prachuap Khiri Khan, Chumphon, Ranong, Phang Nga, Krabi, Trang, Phattalung, Songkhla en dan loopt de weg over in de Maleisische noord-zuid verbinding die doorloopt tot Singapore.
Drie delen van de Phetkasem zijn onderdeel van de Aziatische weg 2:
- Van Nakhon Pathom naar Chumphon
- Van Phattalung naar Ban Khu Ha
- Van Hat Yai naar de Maleisische grens